# 佛欧里画眉草
佛欧里画眉草（学名：Eragrostis fauriei）为禾本科画眉草属的植物，是台灣的特有植物。